# Missionnaires de Marie Immaculée et de Sainte Catherine de Sienne
Les Sœurs missionnaires de Marie Immaculée et sainte Catherine de Sienne (en latin : Congregatio Sororum B.M.V. Immaculatae et Sanctae Catharinae Senensis) forment une congrégation religieuse féminine missionnaire et catéchiste de droit pontifical.

## Histoire
La congrégation est fondée par Laura Montoya (1874-1949). Le 4 mai 1914, elle quitte Medellín avec quatre compagnes pour faire la catéchèse et éduquer les indiens Kuna dans la région du golfe d'Urabá.
Maximiliano Crespo Rivera, évêque de Santa Fe de Antioquia, soutient le projet et érige le 16 novembre 1916 la communauté en congrégation religieuse. L'institut reçoit du pape Pie XII le décret de louange le 23 mai 1953 et l'approbation finale du Saint-Siège en 1968.
Une sœur colombienne de la congrégation, Marie Isabelle Tejada Cuartas (1887-1925) est reconnue vénérable le 26 mars 1994.

## Activités et diffusion
Les Missionnaires de la mère Laura se consacrent à l'apostolat missionnaire et à la catéchèse.
Elles sont présentes en :
- Europe : Italie, Espagne.
- Amérique centrale : Costa Rica, Cuba, Guatemala, Haïti, Honduras, Panama, République dominicaine.
- Amérique du Sud : Bolivie, Brésil, Chili, Colombie, Équateur, Mexique, Pérou, Venezuela.
- Afrique : Angola, République démocratique du Congo.

La maison-mère est à Medellín.
En 2017, la congrégation comptait 770 sœurs dans 140 maisons.